# Oakdale (Louisiane)
Pour les articles homonymes, voir Oakdale.
Oakdale est une ville de la paroisse d'Allen, en Louisiane, aux États-Unis,.
La ville est fondée en 1890 sous le nom de Dunnville. En 1893, elle change de nom pour devenir Oakdale lorsque le St. Louis, Iron Mountain and Southern Railway arrive dans la ville.

## Source de la traduction
- (en) Cet article est partiellement ou en totalité issu de l’article de Wikipédia en anglais intitulé « Oakdale, Louisiana » (voir la liste des auteurs).